# Love Like Blood
Love Like Blood – niemiecka grupa muzyczna. Początkowo tworzyła rock gotycki, z czasem jednak ich muzyka ewoulowała w stronę ciężkiego rocka, przez co zespół przeistoczył się w kapelę gothic metalową.
Powstała z inicjatywy Gunnara Eyssela pod koniec lat osiemdziesiątych (1987 rok). Zespół zakończył swoją działalność w 2001 roku.
Nazwa zespołu została zaczerpnięta z tak samo zatytułowanej piosenki brytyjskiej grupy Killing Joke.
9 czerwca 2011 zespół wystąpił po raz pierwszy od 1999 roku na festiwalu Wave-Gotik-Treffen Festival w Lipsku.

## Dyskografia
- (1988) Anthology of an Agony (Demo)
- (1989) Sinister Dawn (EP)
- (1990) Flags of Revolution
- (1991) Ecstasy	(EP)
- (1992) Kiss & Tell (SP)
- (1992) An Irony of Fate
- (1992) Demimondes (SP)
- (1993) Flood of Love (SP)
- (1993) Heroes (SP)
- (1993) Stormy Visions	(SP)
- (1994) Odyssee
- (1995) Exposure
- (1997) Taste of Damocles (SP)
- (1997) Swordlilies (The Decade od Love Like Blood)
- (1998) The Love Like Blood E.P.
- (1998) Snakekiller
- (2000) Love Kills (SP)
- (2000) Enslaved + Condemned[4]
- (2001) Chronology of a Love-affair